# Сулейман Стальский
Сулейма́н Ста́льский (настоящая фамилия — Гасанбе́ков, лезг. СтӀал Сулейман; 18 мая 1869, Ашага-Стал, Дагестанская область, Российская империя — 23 ноября 1937, Махач-Кала, Дагестанская АССР, РСФСР, СССР) — лезгинский поэт, основоположник лезгинской, дагестанской, досоветской поэзии, один из крупнейших дагестанских поэтов XX века, народный поэт Дагестанской АССР (1934). Писал стихи на лезгинском и азербайджанском языках. Максим Горький на 1-м съезде писателей назвал Сулеймана Стальского «Гомером XX века».

## Биография
Сулейман Стальский родился 18 мая 1869 года в ауле Ашага-Стал (отсюда Стальский) Кюринского округа Дагестанской области, в бедной крестьянской семье. По этнической принадлежности — лезгин. Мать умерла рано, и до 7 лет мальчик рос на руках сердобольной соседки. Когда ему пошёл одиннадцатый год, умер отец. Рано осиротев, с тринадцати лет работал по найму. Был рабочим нефтяных промыслов в Баку, работал в Самарканде на железной дороге, батрачил у состоятельных людей. Годы скитаний не прошли даром. Сулейман хорошо узнал жизнь и стал известен как ашуг, в 1909 году вызвав на соревнование других народных певцов.
Поэтическую деятельность ашуг Сулейман Стальский начал со стихов на азербайджанском языке. По-азербайджански им были написаны стихотворения «Мулле», «Кавказ», «Колхоз», «Не торопясь сквозь зной» и другие. На нём он сложил стихотворение, которое было прочитано на Первом всесоюзном съезде советских писателей. В архиве С. Стальского сохранились 12 стихотворений на азербайджанском языке, всего насчитывающих около пятисот строк. Стихи он начал слагать в зрелом возрасте. «Вот мои книги, — показывал на своих односельчан Сулейман, — у них в голове записаны все песни, что я сложил». «Эй! Песня вышла!» — кричал он сельчанам, когда выдумывал свежие стихи, и не удивляясь такому вторжению поэзии в быт, крестьяне всегда просто и весело собирались вокруг своего соседа слушать его новую песню.
Первая его песня «Соловей» относится к 1900 году. До революции гневно бичевал угнетателей народа. Сулейман хорошо знал песни Етим Эмина, которые ещё при жизни его слились с безымянным народным творчеством. Своими социальными песнями о жизни бедноты Сулейман продолжил дело Етима Эмина. Но его мотивы бегства от окружающей жизни звучали не отчаяньем, а иронией. Революция сделала его поэтом народной радости. Стихи его начали появляться в газетах, были напечатаны в 1927 году в вышедшем в Москве «Сборнике лезгинских поэтов».
Сохранилась фотография — Сталин из президиума слушает поэта-ашуга Стальского, выступающего на Всесоюзном съезде животноводов. Переводы произведений Стальского на русском языке печатались главным образом в газетах «Правда» и «Известия». В частности, в «Правде» (5 декабря 1937) был напечатан отрывок из посмертной поэмы о Сталине под названием «Сыну».
Излюбленная форма стиха у Стальского — обычные ашугские «рубаи»: три строки рифмованные, одна свободная (в различных комбинациях).
«В далеких горах Дагестана есть аулы златокузнецов, канатоходцев, лудильщиков. Как ни странно, есть в Дагестане и аул поэтов. В этом ауле почти в каждом доме живёт певец. Обыкновенный певец, прежде чем начать песню, спрашивает у народа, какую песню петь: о любви или ненависти, о радости или печали? Народ просит певца петь о любви, но так, чтобы там была и ненависть; петь о ненависти, но так, чтобы там была и любовь; петь о печали, но так, чтобы там было и немного радости; петь о радости, но так, чтобы там было хоть немного грусти. Эти требования, которые веками предъявлял маленький дагестанский народ к своим ашугам и певцам, и определяют сущность и характер настоящей, большой поэзии. Без боли, без радости не рождаются стихи и поэмы. Одной и той же иголкой шьют в горах и свадебные платья, и саван. Так и перо поэта должно передать все чувства сердца», — сказал Эффенди Капиев.
В книге «Жизнь, прожитая набело» Наталья Капиева отметила: «Известный учёный-лингвист Гаджибек Гаджибеков под диктовку Стальского записывал его песни, начиная от созданных в 1900 г. Записи длились часами. Иногда целыми днями. Сулейман помнил наизусть тысячи своих строк».

Встреча Сулеймана Стальского с Максимом Горьким

Ощутив мощь таланта Стальского, Гаджибеков выступил категорически против оценки его творчества как ашугского. В статье «Народный поэт Сулейман Стальский» («Дагестанская правда», 21 апреля 1936) он писал: «У многих наших писателей сложилось не верное представление о Сулеймане, как об ашуге. Сам Стальский неоднократно выражал энергичный протест против именования себя ашугом. И он прав. В самом деле Стальский — поэт, и ашугом он никогда не был».
Стальский создал также ряд крупных произведений: поэма «Дагестан», «Поэма о Серго Орджоникидзе, любимом сподвижнике и друге великого Сталина», «Думы о родине».
Сулейман Стальский обогатил поэтический словарь лезгинской поэзии, его поэтические выражения вошли в разговорный язык лезгин, сделались народными поговорками. Но поэзия для Стальского не являлась профессией — он был членом Ашага-Стальского колхоза и до самой своей смерти занимался сельским хозяйством.
В 1934 году ЦИК ДАССР присвоил Сулейману Стальскому звание народного поэта Дагестана. На X Вседагестанском съезде Советов он был избран в члены ДагЦИКа. В 1936 году ЦИК СССР наградил Стальского орденом Ленина. В 1937 году избран депутатом Совета Союза Верховного совета СССР, но умер до 12 декабря, когда должен был вступить в полномочия депутата.
Стихи Сулеймана Стальского были переведены на многие языки народов Советского Союза. Ряд стихотворений переложен на музыку.
На стихи Сулеймана Стальского записан одноимённый альбом проекта «Коммунизм». Альбом был записан в марте 1988 года (датируется 1987 годом) и содержит исключительно песни на  стихи Стальского. Вся музыка — Летов и К. Уо (смесь трэш-панка и авангардного пост-панка с использованием произведений эстрадных оркестров).

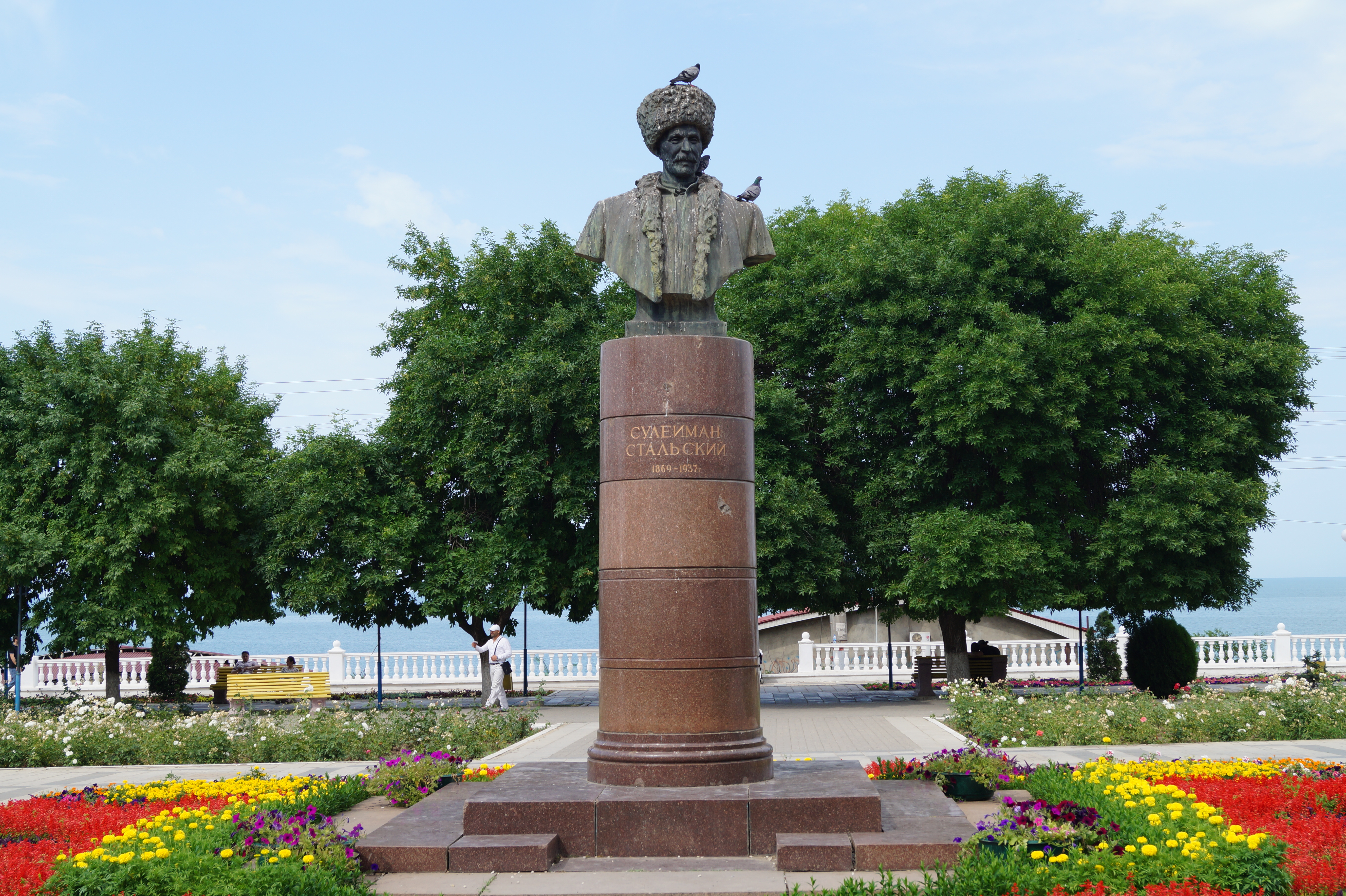
Могила Сулеймана Стальского

Умер 23 ноября 1937 года. Похоронен в Махачкале, на Бульваре Сулеймана Стальского. Могила — памятник культурного наследия РФ.

## Критика
В Литературной энциклопедии 1939 года сказано: «Особенно замечателен цикл песен Стальского о величайшем вожде пролетарской революции — товарище Сталине… Отличительная черта этих произведений — глубокая искренность, эмоциональная насыщенность».
Стальский был избран делегатом на Первый Всесоюзный съезд советских писателей. На этом съезде А. М. Горький назвал его «Гомером XX века», после чего Стальский создал ещё ряд произведений на самые разнообразные темы, в том числе о Красной Армии, партии большевиков, о Сталинской конституции, о прекрасной жизни в СССР.
Писатель северо-кавказской эмиграции А. Догуж писал, что «тошнотворные хвалебные оды Стальского являются типическими образцами официальной советской поэзии».

## Награды
- Орден Ленина (1936)[11]

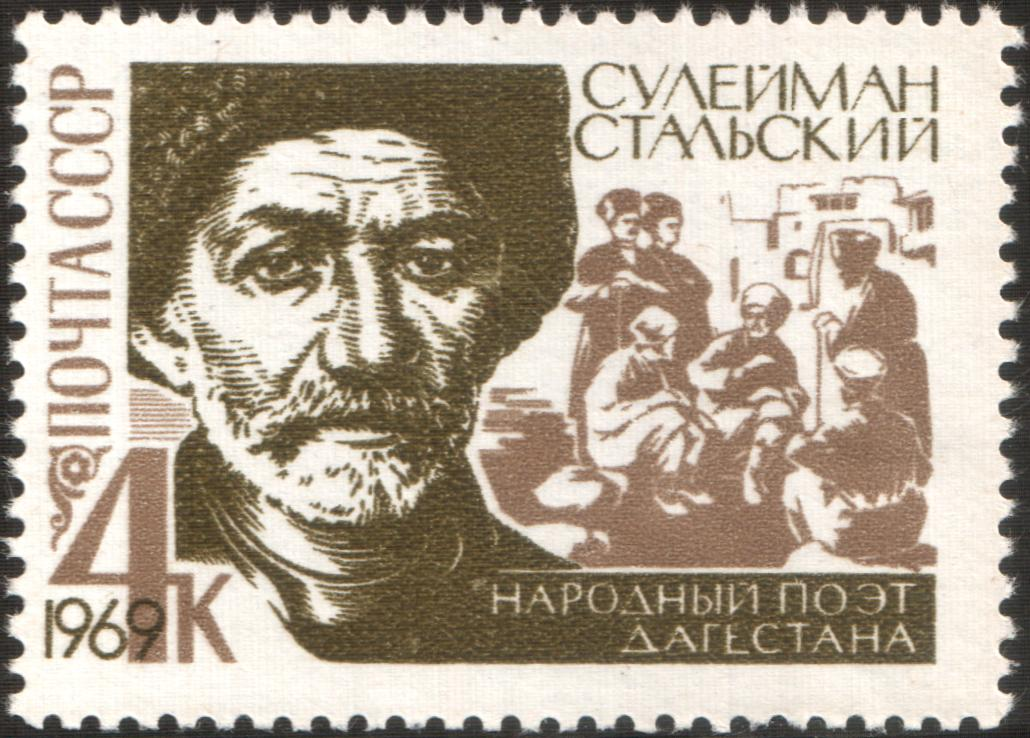
Почтовая марка СССР, посвящённая Сулейману Стальскому

- Народный поэт Дагестанской АССР (1934)

## Память
- В 1950 году в родовом селе поэта Ашага-Стал Сулейман-Стальского района (ул. Музейная, 4), в доме, где он прожил с 1934 года до смерти в 1937 году, был открыт Мемориальный музей С. Стальского[16].
- В Махачкале установлен памятный бюст Стальского на бульваре Сулеймана Стальского.
- В честь поэта была выпущена почтовая марка СССР (1969);
- В 1957 году на Бакинской киностудии о жизни и творчестве Сулеймана Стальском был снят художественный фильм «Так рождается песня»
- «Сулейман Стальский» — второй альбом проекта «Коммунизм», в который вошли песни на стихи Сулеймана Стальского.

Именем Сулеймана Стальского названы:
- Сулейман-Стальский район Дагестана
- Республиканская литературная премия имени Стальского
- Государственный Лезгинский музыкально-драматический театр имени С. Стальского
- Село Стальское
- Улицы во многих населённых пунктах Дагестана (посёлки Белиджи и Мамедкала, сёла Геджух и Чинар), а также в Ростове-на-Дону, в Киеве, Омске, Донецке, Казани, Туле, Элисте, Кинешме, Шостке, Волгограде, Новороссийске, Алматы, Полысаево, Новокузнецке, Златоусте.
- Сухогруз проекта 92-040 (тип Амур), бывшее название «Амур-2511», порт приписки Астрахань, списан.

Памятный бюст Стальского
Памятный бюст Стальского (сбоку)

## Интересный факт
Сулейман Стальский изначально по российскому паспорту носил фамилию Гасанбеков, где сначала идет имя, а потом фамилия. Но во всех своих произведениях вместо официальной фамилии использовал название своего лезгинского рода сихила СтIал, причём по правилам лезгинского языка, где сначала идет названия рода СтIал, а потом имя Сулейман.